# Patrick Clausen
Pour les articles homonymes, voir Clausen (homonymie).
Patrick Clausen, né le 2 juillet 1990 à Hvidovre au Danemark, est un coureur cycliste danois.

## Palmarès sur route
- 2012
  - 5e étape de la Flèche du Sud
  - 2e du Dorpenomloop Rucphen
  - 7e de la Coupe des nations Ville Saguenay
- 2013
  - Skive-Løbet
- 2014
  -  Champion du Danemark du contre-la-montre par équipes
  - 2e du Kernen Omloop Echt-Susteren
- 2017
  - 3e étape du Randers Bike Week

## Classements mondiaux
| Année            | 2012 | 2013 | 2014 | 2015 | 2016 | 2017  |
| ---------------- | ---- | ---- | ---- | ---- | ---- | ----- |
| UCI America Tour | 176e |      |      |      |      |       |
| UCI Asia Tour    |      |      | 65e  |      |      |       |
| UCI Europe Tour  | 363e | 290e | 316e | 411e |      | 1243e |

## Palmarès sur piste

### Championnats nationaux
- 2006
  -  Champion du Danemark de vitesse juniors
  - 2e du championnat du Danemark de poursuite par équipes juniors